# グレートウォール・クールベアー
クールベアー（Coolbear、酷熊）は、中華人民共和国の自動車メーカー、長城汽車によって生産・販売されたトールワゴン型サブコンパクトカーである。競合車はキア・ソウル、サイオン・xB、日産・キューブ等となる。

## デザイン
デザインは、複数のサイオン車のコピーであると指摘される。側面と後部は初代サイオン・xB（日本名:初代トヨタ・bB）に酷似しており、前部はトヨタ・F3Rに酷似していると指摘され、加えてインテリアも初代トヨタ・bBに酷似しているとも指摘される。エンジンは1.3L4G15型直列4気筒と1.5LGW4G15型直列4気筒のガソリンである。

## グレートウォール・ハヴァル・M2
ハヴァル・M2（Haval M2、哈弗M2）は、クールベアーをリフトアップし、クロスオーバーSUV風に仕立てたモデルである。クールベアーの発売から数年後に発売され、ハヴァルブランドで販売された。

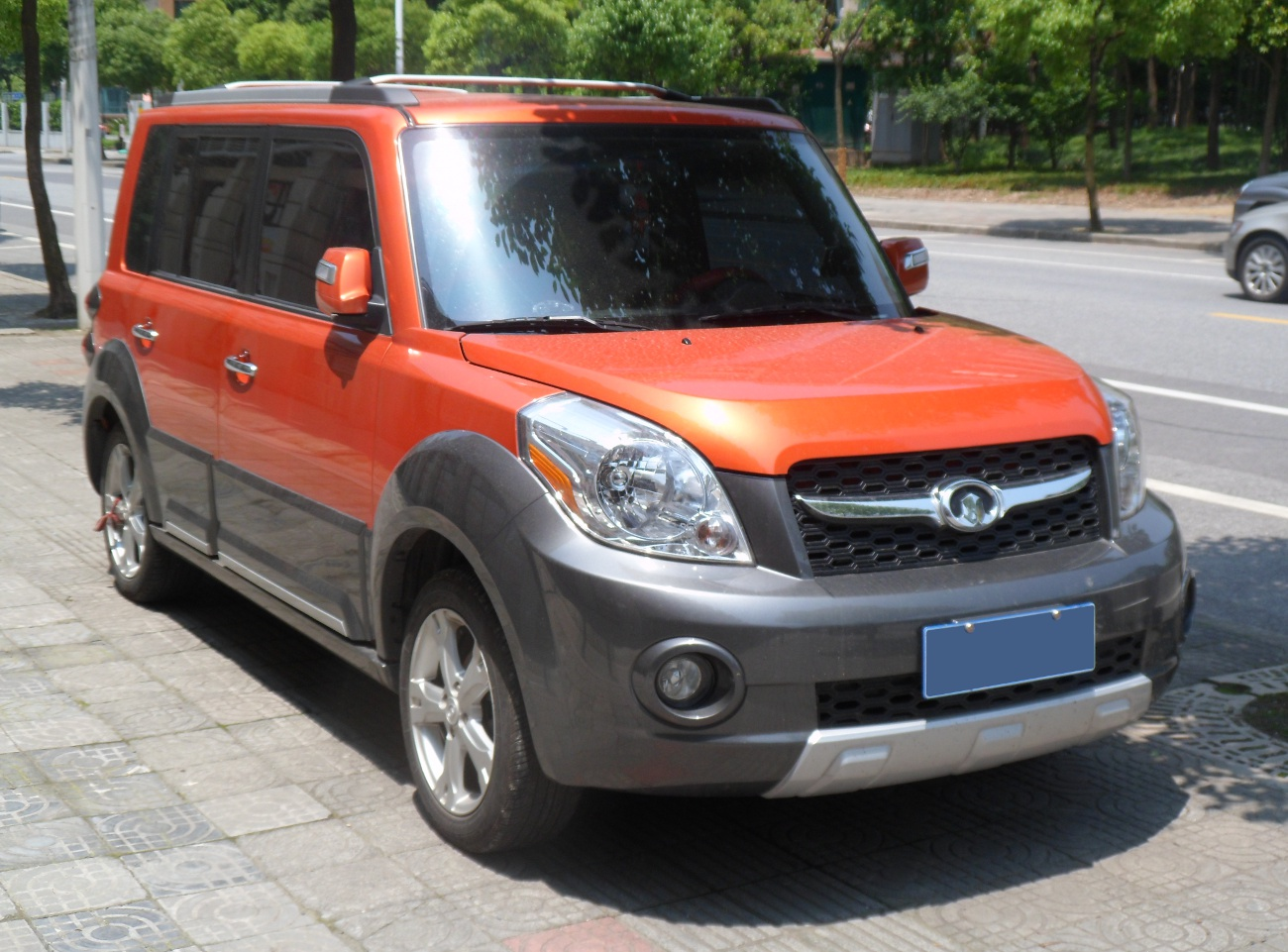
フロント
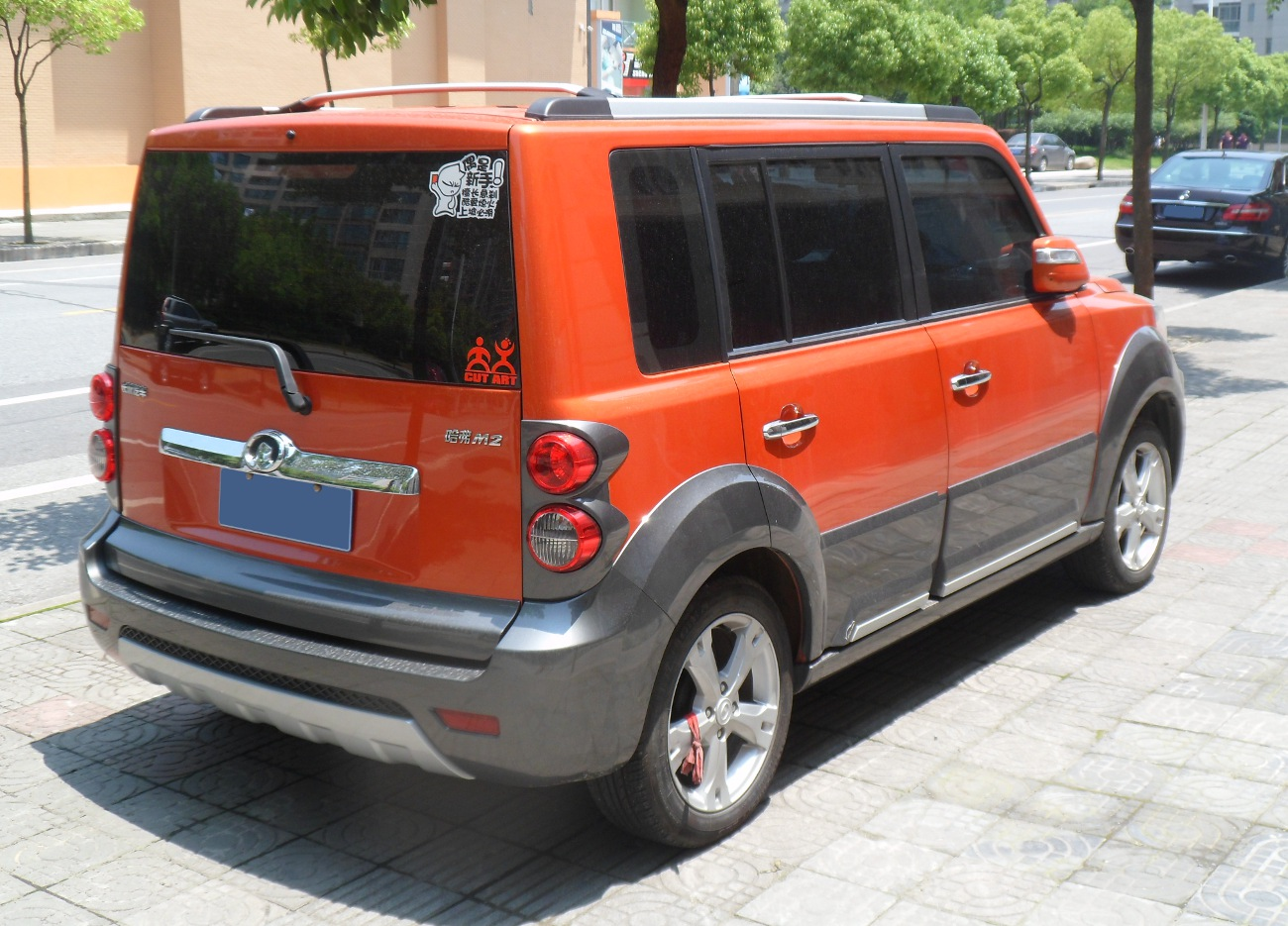
リア